# Rudi Loewenthal
Rudi Loewenthal, auch bekannt als Rodolfo Lowenthal und unter dem Kürzel Rulo (* 6. Mai 1908 in Berlin, Deutschland; † 1982) war ein deutscher Filmproduzent und Zeitungsjournalist.

## Leben und Wirken
Loewenthal war bis 1933 bei der Produktionsfirma Terra Film angestellt. Als Jude wurde er 1933 entlassen und floh daraufhin nach Österreich. In Wien gründete er mit seinem früheren Terra-Chef Erich Morawsky und dem Schauspieler Fritz Schulz im Frühjahr 1934 die Produktionsfirma Wiener Film KG, Morawsky & Co., deren Output sich auf nur zwei Filme – beide produziert 1934 – beschränkte. Salto in die Seligkeit und Letzte Liebe wurden beide von Firmenmitinhaber Schulz inszeniert. 1936 stellte Loewenthal mit dem Schweden Lorens Marmstedt den schwedisch-österreichischen Film Rendezvous im Paradies, ebenfalls eine Inszenierung Schulz’, mit Max Hansen in der Hauptrolle her.
1937 verließ Loewenthal Wien und ging nach Frankreich. In Paris wirkte er als Schauspielagent und betreute dort unter anderem Rolf Wanka und Leo Reuss. Nach Problemen mit den dortigen Behörden und infolge des Ausbruchs des Zweiten Weltkriegs reiste Loewenthal in die Karibik weiter. In Havanna legte er sich das Kürzel Rulo zu und veröffentlichte als Filmkorrespondent und Zeitungsjournalist von 1943 bis 1950 Beiträge für die in New York City beheimatete, deutschsprachige Emigrantenpublikation Aufbau. Zwischenzeitlich, im Sommer 1945, ging er nach Mexiko, wo er zwischen 1947 und 1951 unter dem Namen Rodolfo Lowenthal für die eigene Firma Fama Filme produzierte. Seine letzte wichtige Produktion wurde Mädchen ohne Liebe, ein Remake des zwanzig Jahre zuvor entstandenen deutschen Filmklassikers Mädchen in Uniform.
Gleich im Anschluss daran kehrte Loewenthal nach Deutschland zurück und ließ sich in München nieder, wo er 1953 in zweiter Ehe heiratete.

## Filmografie
- 1934: Salto in die Seligkeit
- 1935: Letzte Liebe
- 1936: Rendezvous im Paradies (Skeppsbrutne Max)
- 1947: La diosa arrodillada
- 1948: Algo flota sobre el agua
- 1948: La casa de la Troya
- 1949: La dama del velo
- 1949: El rencor de la tierra
- 1951: Mädchen ohne Liebe (Muchachas de uniforme)